# Orde van de Hermelijn

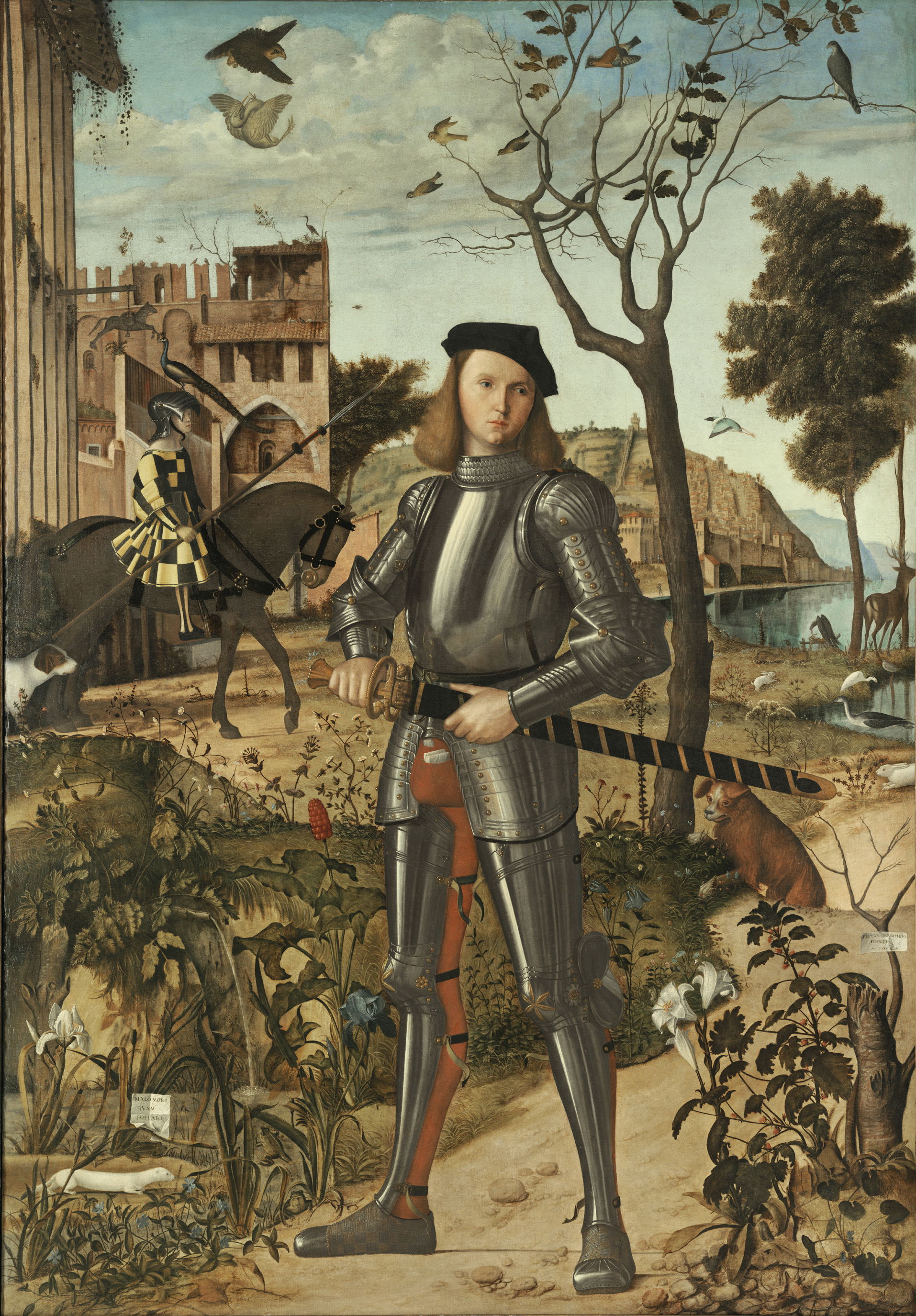
Vittore Carpaccio, Jonge ridder in een landschap, 1510

De Orde van de Hermelijn (Frans: "Chevaliers de l’Ordre de l’Epic"), werd in 1381, door Johan IV, "de veroveraar", hertog van Bretagne, gesticht als een ridderorde voor adellijke heren en dames.
Een andere bron geeft op gezag van Brewers readers guide een door François I, hertog van Bretagne, in 1450 gestichte ridderorde, Het insigne was een gouden keten van andreaskruisen samengesteld uit korenaren met daaraan een hermelijn met het devies "à ma vie".
Een ander devies van de orde luidt (zie bijgaand schilderij, boven de hermelijn: Malo mori quam faedari (liever sterven dan onteerd te worden).
Ackermann vermeldt de eerste ridderorde als een historische orde van Frankrijk en schrijft dat de orde "misschien identiek is" aan de latere, ook in Bretagne bloeiende "Orde van de Korenaar", maar schrijft ook dat er weinig bronnen bestaan. Omdat de tweede orde een keten van korenaren kende is zijn verwarring verklaarbaar.